# Bulle de filtres
Pour les articles homonymes, voir filtre.

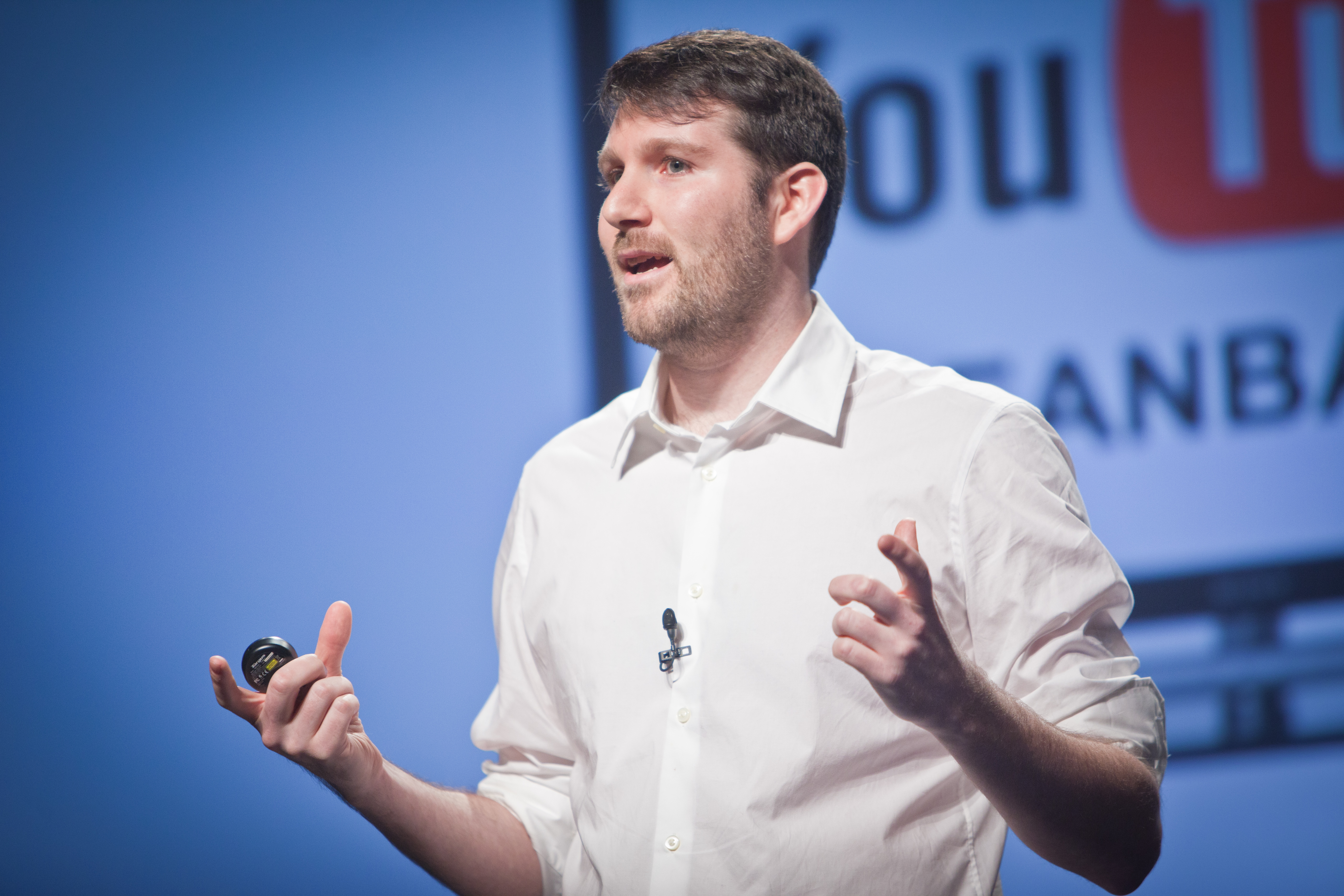
Eli Pariser a théorisé le concept de la bulle de filtres.

La bulle de filtres ou bulle de filtrage (de l’anglais : filter bubble) est un concept développé par le militant d'Internet Eli Pariser. Selon Pariser, la « bulle de filtres » désigne à la fois le filtrage de l'information qui parvient à l'internaute par différents filtres ; et l'état d'« isolement intellectuel » et culturel dans lequel il se retrouve quand les informations qu'il recherche sur Internet résultent d'une personnalisation mise en place à son insu.  
Selon cette théorie, des algorithmes sélectionnent « discrètement » les contenus visibles par chaque internaute, en s'appuyant sur différentes données collectées sur lui. Chaque internaute accéderait à une version significativement différente du web. Il serait installé dans une « bulle » unique, optimisée pour sa personnalité supposée. Cette bulle serait in fine construite à la fois par les algorithmes et par les choix de l'internaute (« amis » sur les réseaux sociaux, sources d'informations, etc.).
Eli Pariser estime que ce phénomène est devenu commun sur les réseaux sociaux et via les moteurs de recherche. Des sites tels que Google, Facebook, Twitter ou Yahoo! n'affichent pas toutes les informations, mais seulement celles sélectionnées pour l'utilisateur, et de manière hiérarchisée selon ses prédispositions supposées (y compris idéologiques et politiques). À partir de différentes données (historique, clics, interactions sociales), ces sites prédisent ce qui sera le plus pertinent pour lui. Ils lui fournissent ensuite l'information la plus pertinente (y compris du point de vue commercial et publicitaire), en omettant celle qui l'est moins selon eux. Si les algorithmes considèrent qu'une information n'est pas pertinente pour un internaute, elle ne lui sera simplement pas présentée.
Médiatisé depuis les années 2010, le concept de bulle de filtres a été critiqué pour l'importance qu'il accorde aux algorithmes et aux mesures techniques de personnalisation. Une étude nuance par exemple l'impact de l'éclatement des bulles de filtre sur notre capacité à nous remettre en question et rappelle l'influence encore majeure de la télévision.

## Enjeux
Grâce à l'Internet, l'information potentiellement disponible ne cesse de croître : elle est en théorie de plus en plus accessible, ce qui permettrait à un internaute proactif de découvrir de nombreux points de vue différents du sien. Mais paradoxalement, selon Bakshy et al. (2015) et d'autres auteurs,,, l'accès réel à l'information de presse, aux opinions et à l'information est de plus en plus filtré par des algorithmes de moteurs de recherche, et/ou via les réseaux sociaux. 
Des chercheurs ont montré qu'au sein de Facebook, le filtrage algorithmique puis le filtrage par les pairs limite le libre-arbitre de l'internaute en ne lui présentant pas une large part de l'information (et notamment en limitant son accès à des données ou interprétations qui seraient a priori plus difficiles à adopter pour lui,) et en ne présentant souvent qu'une partie des facettes d'une information. Les brèves d'information partagées de pair à pair par des millions d'utilisateurs proviennent en effet très majoritairement de sources alignées sur l'idéologie ou les préférences de l'internaute. Le lecteur rencontre 15 % de contenu transversal en moins dans ses fils d'actualité (à cause du classement algorithmique) et il cliquera 70 % moins facilement sur des informations venant de sources inhabituelles pour lui.
Comme dans une chambre d'écho, ce phénomène tendrait à s'auto-entretenir en reproduisant majoritairement les opinions, croyances et perspectives de l'utilisateur en formant un cercle vicieux.
Sur le plan de la diversité des opinions politiques, un effet notable est l'accroissement de la polarisation politique typique des sociétés modernes : les opinions modérées disparaissent; seuls subsistent des opinions situées aux extrêmes.

## Effets psychosociaux supposés
Un internaute d'une orientation politique donnée verrait plus de contenus favorables à cette orientation. Il serait moins soumis à des points de vue contradictoires car les algorithmes sélectionneraient pour lui les contenus les plus pertinents, ceux qui lui plaisent le plus. Par exemple, un internaute qui serait identifié comme « de gauche » par le site, se verrait alors proposer moins de contenus « de droite ». 
Des requêtes similaires peuvent alors donner des résultats très différents. Supposons par exemple que deux personnes, une plutôt à droite politiquement et l'autre plutôt à gauche, recherchent le terme « BP ». Les utilisateurs « de droite » trouveront des informations sur les investissements dans la British Petroleum. Les utilisateurs « de gauche » obtiendront des informations sur la marée noire dans le golfe du Mexique. Il en va de même pour la présentation des informations relatives à une guerre, par exemple la guerre d'Irak ou plus récemment les informations données aux partisans de Donald Trump aux États-Unis.
La bulle de filtres peut influencer les relations sociales et les réseaux sociaux et inversement. Dans certains réseaux sociaux, la personnalisation algorithmique masquerait les messages les moins pertinents, ceux qui seraient les moins cliqués par l'utilisateur. Moins on interagit avec un « ami » Facebook, moins les messages qu'il publie nous seront visibles, moins l'on sera susceptibles d'interagir avec lui. Pariser met en avant la « disparition » des messages de ses amis conservateurs de son flux d'activité Facebook. Alors qu'il avait ajouté des « amis » conservateurs pour lire leur opinion, la personnalisation ne lui suggérait plus les publications venant de ces personnes. Selon l'algorithme, cela n'était pas pertinent pour Pariser : il n'était pas censé cliquer ou lire ces opinions[réf. souhaitée]. 
La bulle de filtre réduirait donc le champ informationnel de l'internaute ; Selon A Saemmer (2017), de nombreux étudiants disent consulter la presse en ligne exclusivement ou principalement en suivant des liens postés par leurs amis sur les réseaux sociaux, c'est-à-dire sans consulter la « une » ou le sommaire des journaux. 
Selon Messing (2012), dans un réseau social, des appuis sociaux plus forts peuvent conduire à un buzz qui augmente la probabilité qu'un internaute choisisse de lire un contenu qui sans cela ne lui aurait pas été présenté, ce qui pourrait dans une certaine mesure contrebalancer son exposition sélective initiale. Néanmoins, en 2016 dans un long article, longuement commenté depuis, Katharine Viner, rédactrice en chef du journal The Guardian, estime que le numérique a considérablement ébranlé notre rapport aux faits et que les réseaux sociaux, en particulier, sont grandement responsables de la victoire des partisans (populistes) du référendum sur l'appartenance du Royaume-Uni à l'Union européenne, bien qu'ils aient eux-mêmes reconnu que leurs arguments étaient mensongers. Viner affirme que si les réseaux sociaux colportent volontiers des rumeurs et des « mensonges avérés », cela tient aux bulles de filtres qui, en fonction des pages consultées, renvoient les utilisateurs à ce qu'ils ont l'habitude de consulter et qui, par conséquent tendent à les conforter dans leurs opinions au lieu de stimuler leur esprit critique.

## Réseaux sociaux
Le succès du Web social et la surcharge d’information que ce succès engendre ont rapidement provoqué le besoin de trier l’information, et de développer les capacités de filtrage des plateformes interactionnelles. Les moteurs de recherche comme Google ou les réseaux sociaux comme Facebook ou Twitter sont programmés pour mettre en avant de l’information dite « pertinente », autrement dit, susceptible d’intéresser l’utilisateur et d’écarter l’information jugée moins pertinente. La popularité des réseaux sociaux réside dans cette capacité à présenter efficacement et rapidement du contenu intéressant pour l’utilisateur. Le filtrage fonctionne grâce à la mise en place d’un algorithme. L’informaticien Gérard Berry parle « d’une façon de décrire dans ses moindres détails comment procéder pour faire quelque chose ». Sur internet, les algorithmes instaurent une hiérarchie dans l’apparition des contenus sur l’interface des utilisateurs. Ils influencent chacun à leur manière l’accès à l’information et fournissent une expérience particulière et personnalisée pour chaque utilisateur. Par exemple, sur les réseaux sociaux, ce sont les « likes » ou les « retweets » qui provoquent la mise en évidence de certains contenus par rapport à d’autres, jugés alors moins pertinents. 

### Twitter
Depuis 2016, le réseau social Twitter s’est vu introduire un nouveau fil algorithmique. Les utilisateurs qui voyaient auparavant les tweets (les publications faites sur le réseau) apparaître selon un ordre antichronologique verront à la place ces publications selon un ordre de préférence défini par l’algorithme. L’algorithme opère sa sélection de Tweets selon plusieurs critères parmi lesquels peuvent être mentionnés : le nombre de retweet (le nombre de fois que le tweet est publié à nouveau sur le réseau), si l’utilisateur est en forte interaction avec la personne qui tweet ou si cette dernière fait partie de ses favoris. L’algorithme évalue ainsi la pertinence d’un tweet et affichera en haut de flux ceux qui sont le plus susceptibles d’intéresser l’internaute. La suite des tweets, elle, apparaîtra comme avant, selon un ordre antichronologique. Concrètement, la réorganisation chronologique du réseau est marquée par l’introduction de deux nouvelles rubriques. D’abord, le « Timeline classé » ou « chronologie classée » qui fait apparaître les tweets pertinents en haut du flux après une à deux heures de non-utilisation du réseau. Et la rubrique « Vous pourriez aimer » qui remplace l’ancienne « En votre absence », qui se présente comme une fonction complémentaire et qui recense des tweets moins récents puisqu’elle n’apparaît que plusieurs jours après la dernière connexion. L’apport de ce nouvel algorithme à Twitter est multiple selon la firme[réf. nécessaire]. L’introduction d’un algorithme permet à Twitter de mieux connaître ses utilisateurs et la manière dont ils interagissent sur le réseau. Ensuite, il permet d’adapter le contenu en fonction de l’utilisateur et d’ainsi augmenter le dynamisme, l’engagement et l’attention sur la plateforme. Enfin, le système est suffisamment complexe pour offrir à chacun des utilisateurs de Twitter une expérience personnalisée sans que ceux-ci se retrouvent toujours face aux mêmes tweets quand ils se connectent.

### Facebook
Le réseau social compte plus de trois milliards d’utilisateurs dans le monde. C’est pourquoi il est impossible pour le site web créé par Mark Zuckerberg en 2004, de montrer tout ce que « nos amis » postent sur la toile : Facebook doit sélectionner les informations. C’est grâce à un algorithme qui se nomme EdgeRank conçu en 2006 et abandonné au profit de Newsfeed Ranking Algorithm en 2011 que le réseau social trie ses informations à l’aide de 100 000 paramètres. 
Parmi ces paramètres, il y en a quatre qui sont les plus connus : 
- le Créateur : l’intérêt que suscite celui qui a publié le contenu ;
- le Post : l’engagement que le post a engendré ;
- le Type : le format que l’utilisateur du réseau social préfère (vidéos, images, statuts…) ;
- la Récence : en fonction de la dernière date de connexion de l’utilisateur, on peut juger la fraîcheur du contenu publié.

L’objectif pour Facebook est de montrer à chaque utilisateur ce qui va l’intéresser le plus. Et ce qu’il aimera, commentera ou partagera plus facilement. Le but est de créer le plus de réactions du côté des consommateurs du réseau social. Facebook sélectionne donc des contenus qui seront susceptibles d’être intéressants pour les internautes. L’algorithme va procéder à l’aide de différentes étapes qui vont attribuer un score de pertinence à chaque publication et donc déterminer si celle-ci sera publiée ou non sur Facebook. Tout d’abord une série de questions est posée comme : Quelles histoires ont été publiées par les amis ? Qui a posté ces histoires ? Comment on se comporte pour réagir à ce contenu ? Ainsi que l’intérêt porté à cette publication. Toutes ces interrogations vont ensuite être calquées sur chaque post présent sur le réseau social. Les posts publiés par les consommateurs du site web vont ensuite être analysés pour leur donner une importance. Comme par exemple : les commentaires et les tags des amis, quand est-ce que le post a été publié, les retours négatifs donnés à l’auteur, la fréquence à laquelle les posts sont publiés…
Après, l’algorithme va faire plusieurs prédictions :
- est-ce que l’utilisateur va commenter / partager le post publié ;
- combien de temps va-t-il passer à l’analyser, le lire ;
- est-ce qu’il va donner une valeur à ce post ?

Tous ces critères sont analysés avec le fait qu’il y ait un clickbait (signifie littéralement « appât à clics »), de la nudité ou non sur la publication. Ces deux facteurs peuvent toucher négativement le post. Chaque post reçoit une note en fonction des différents facteurs avec lesquels il a été analysé. Ce score est attribué de façon personnelle à chaque personne et est donc en lien avec notre profil, nos relations et nos habitudes sur le réseau social.

### Instagram
Depuis son rachat par Facebook en 2012, les principes de l’algorithme d’Instagram sont calqués sur ceux de Facebook. La parution des publications dans le flux se fait désormais sur base de 3 critères et non par ordre anté-chronologique.
- La popularité des publications selon le temps de la visualisation d’une vidéo, celui d’une délivrance d’un score suivant la consultation d’un profil ou encore l’engagement.

- Le site fait une estimation, suivant la catégorie de celle-ci, si l’heure de publication est favorable ou non.

- Les interactions, la détermination de l’importance de comptes et de sujets s’établit suivant le nombre de mention « j’aime » et de commentaires de l’utilisateur d’Instagram (internaute).

La popularité des publications et l’engagement sont les critères les plus importants. Cet algorithme a été mis en place afin que les internautes interagissent sur le réseau. Les stories (publications éphémères) sont une fonctionnalité basée sur le principe du réseau social Snapchat. Mais contrairement à celui-ci, les stories d’Instagram sont classées par l’algorithme qui emploie les données de Facebook. L’algorithme d’Instagram réaménage l’ordre d’apparition des publications, car il semblerait que les internautes ne verraient que 30 % de leur fil d’actualité et passeraient à côté de 70 %. C’est pour cela que l’algorithme fait remonter les publications qui pourraient potentiellement intéresser l’internaute et ainsi ne plus suivre la chronologie des publications.

### YouTube
YouTube se différencie des autres réseaux sociaux en étant un site d’hébergement de vidéos. Néanmoins, pour certains auteurs, celui-ci parvient à plonger les utilisateurs dans une bulle de filtre. Son algorithme sélectionne des contenus pour les internautes et il renforce ainsi leurs opinions. À la fin du visionnage d’une vidéo sur la plateforme, l’algorithme propose à l’internaute en recommandation de visionner d’autres contenus étant décrits comme similaires. Cette fonction maintient le visionneur dans une même idée sans le confronter à du contenu opposé.
Quels sont les critères qui vont déterminer le contenu à visionner ?
- L’historique de l’utilisateur : l’algorithme va analyser les créateurs et les sujets que regarde le plus souvent le visionneur afin de lui proposer un contenu similaire. On remarque que si un internaute regarde plusieurs vidéos d’une même chaîne, YouTube lui proposera ensuite principalement les capsules de ce créateur.

- Le comportement des autres utilisateurs : des personnes effectuant le même type de recherche, visionnant un même contenu ou étant situées dans la même démographie sont qualifiées « d’utilisateurs similaires ». De ce fait, leurs recherches influencent le contenu de l’utilisateur.

- Le taux de clic : une vidéo peut être proposée à plusieurs reprises dans les recommandations et les suggestions. Si le visionneur ne clique pas dessus, elle ne lui sera plus suggérée.
- La nouveauté : les nouvelles capsules sorties par un créateur avec lequel un visionneur est en interaction lui sont montrées.

Le site possède une catégorie « tendances » où différents types de vidéos sont proposés. L’algorithme nous propose ces capsules car il estime que le contenu est de bonne qualité. Pour que le programme informatique puisse évaluer la qualité d’une vidéo, il analyse le temps moyen de visionnage (watchtime) des utilisateurs. Plus une vidéo est regardée longtemps, plus elle est susceptible de posséder un bon contenu que dès lors l’algorithme proposera aux visionneurs.
En 2020, une équipe de chercheurs du Centre Marc Bloch a publié une étude dans le journal PLoS ONE montrant que les vidéos avec un grand nombre de vues ont tendance à favoriser les bulles de filtres — c'est-à-dire le confinement de l'utilisateur à des vidéos similaires à celle qu'il est en train de visionner — alors que celles avec un faible nombre de vues offrent des suggestions plus diverses.
Une autre équipe de recherche a montré que YouTube favorise davantage les médias traditionnels et sous recommandent les contenus extrémistes.
De manière générale, l’introduction d’algorithme sur les réseaux sociaux peut mener à des risques. En effet, des universitaires comme le sociologue Dominique Cardon considère que les algorithmes sur les réseaux sociaux tendent à reproduire le réel et perpétuer les structures sociales existantes. Ainsi, ces réseaux sociaux poussent leurs utilisateurs à consommer des contenus qu’ils consultent déjà ce qui peut provoquer une sorte de cloisonnement des utilisateurs dans leur propre conformisme : ils ne verront que le contenu qui leur sera donné à voir, ils risqueraient alors d’enfermer leurs membres dans une « bulle de filtre ».
Les bulles de filtres de YouTube conduisent certaines personnes à se persuader que la terre est plate (platosphère), dans la communauté des platistes.

## Solutions et initiatives
Face à cette situation, plusieurs solutions existent ou semblent envisageables. Chacun pourrait mieux faire valoir son « droit à l'information » et volontairement sortir de sa bulle de filtres, en allant volontairement[Quoi ?] rencontrer des points de vue différents, voire opposés aux siens, et aussi par exemple cultiver un regard critique en étudiant des points de vue émis par des articles relus par des pairs, publiés après le feu de l'actualité, via Google scholar par exemple.
La Cour européenne des droits de l'homme rappelait le 8 juillet 1976 que « Le principe général de tout traitement juridique et éthique de l'information doit se fonder sur une distinction claire entre opinion et information. La première concerne l'expression de pensées, de croyances et de jugements de valeur, et la seconde a trait à des données et à des faits, faits qui peuvent faire l'objet d'une information «ou qui peuvent être d'une importance publique» ». 
Le PDG de Facebook, Mark Zuckerberg, a minimisé la portée de ce phénomène sur la plateforme qu'il a cofondée, mais l'entreprise a tout de même commencé à travailler sur des mesures pour en limiter l'impact.
Des sites spécialisés se sont également montés, principalement aux États-Unis, permettant à chacun de prendre conscience de ce phénomène, comme allsides.com, ou hifromtheotherside.com[source insuffisante]. 
Certains moteurs de recherche non personnalisés font valoir que leur absence de tri idéologique des résultats de recherche permettait de lutter contre les bulles de filtres. En effet, comme aucune donnée personnelle n'est collectée ou évaluée, aucune bulle de filtre ne peut être créée. C'est par exemple le cas de Qwant ou Ecosia. Enfin, des extensions ont été développées pour des navigateurs web Google Chrome ou Mozilla Firefox permettant de mettre en lumière les bulles de filtres, et contextualiser certaines informations.
En France, le journal Le Drenche propose pour tous les sujets deux avis différents et opposés, avec l'objectif affiché de lutter contre les bulles de filtres ; c'est une technique journalistique connue, qui sous couvert de neutralité tend cependant parfois à privilégier, voire à rechercher les extrêmes au détriment des points de vue nuancés et/ou du pluralisme des opinions.

## Critiques du concept
La médiatisation de la théorie de la bulle de filtres d'Eli Pariser se veut participer de l'esprit critique, mais le concept lui-même fait l'objet de controverses. 
Pour André Gunthert dans Et si on arrêtait avec les bulles de filtre ? (André Gunthert est maître de conférence à l’École des hautes études en sciences sociales (EHESS), où il occupe la chaire d'histoire visuelle), « le système de sélection de Facebook ne modifie que de 1 % l’exposition aux contenus politiques de camps opposés » ; il donne la parole à Dominique Cardon selon qui « la bulle, c’est nous qui la créons. Par un mécanisme typique de reproduction sociale. Le vrai filtre, c’est le choix de nos amis, plus que l’algorithme de Facebook. »
D'autres auteurs ont critiqué la théorie de la bulle de filtre pour sa simplicité réductrice et son manque de preuves empiriques solides.  Richard Flechter, du Reuters Institute for the Study of Journalism, insiste sur le fait que de multiples facteurs peuvent expliquer les choix des contenus proposés. Des auteurs ont souligné qu'il existe peu de preuves empiriques démontrant que les gens vivent dans une bulle informationnelle fermée,.